# Heinrich von Ferstel

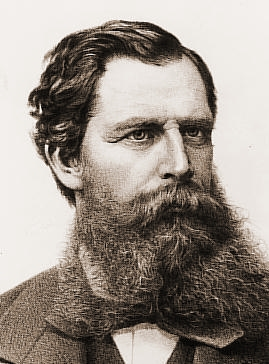
Heinrich von Verstel

Heinrich von Ferstel, född 7 juli 1828 i Wien, död där 14 juli 1883, var en österrikisk friherre (från 1879) och arkitekt.
Ferstel studerade vid Wiens konstakademi och utnämndes till professor i arkitektur vid stadens Polytekniska institut 1866. Hans första arbeten bestod i slottsrestaureringar för böhmiska storadelns räkning, i början av 1850-talet. År 1855 vann Ferstel; som då befann sig på studieresa i Italien, priset i den tävlan, vilken året förut blivit utlyst till uppförandet av Votivkirche i Wien (med anledning av kejsar Frans Josefs räddning undan ett mordförsök). Denna kyrka, som stod färdig 1879, ansluter sig till franska gotikens och rhentraktens katedraler utan att vara en efterbildning av någon bland dem. Under tiden byggde han bland annat Nationalbanken (1856-60) i Wien, i romansk stil.
Han fortsatte att odla de medeltida byggnadsformerna, särskilt de gotiska, till början av 1860-talet, varefter han främst ägnade sig åt renässansstilen. Bland hans övriga offentliga byggnader i Wien kan nämnas det österrikiska Museet för konst och industri (fullbordat 1871) och universitetet (påbörjat 1873). Det sistnämnda utfördes i högrenässans av blandad italiensk och fransk art, med moderna inslag. Vidare är Ferstel upphovsman till ärkehertig Ludvig Viktors palats och baron Wertheims palats mitt emot det förra vid Schwarzenbergsplatz, rådhuset i Tbilisi i italiensk gotik och Lloydshuset i Trieste. Hans förslag till byggnad för tyska riksdagen blev ej antaget.
Ferstel var en av de byggkonstnärer som gav det moderna Wien dess arkitektoniska karaktär. Han utgav skriften Das bürgerliche Wohnhaus und das Wiener Zinshaus (1860, tillsammans med Eitelberger), vilken utgjorde ett viktigt inlägg i bostadsfrågan.

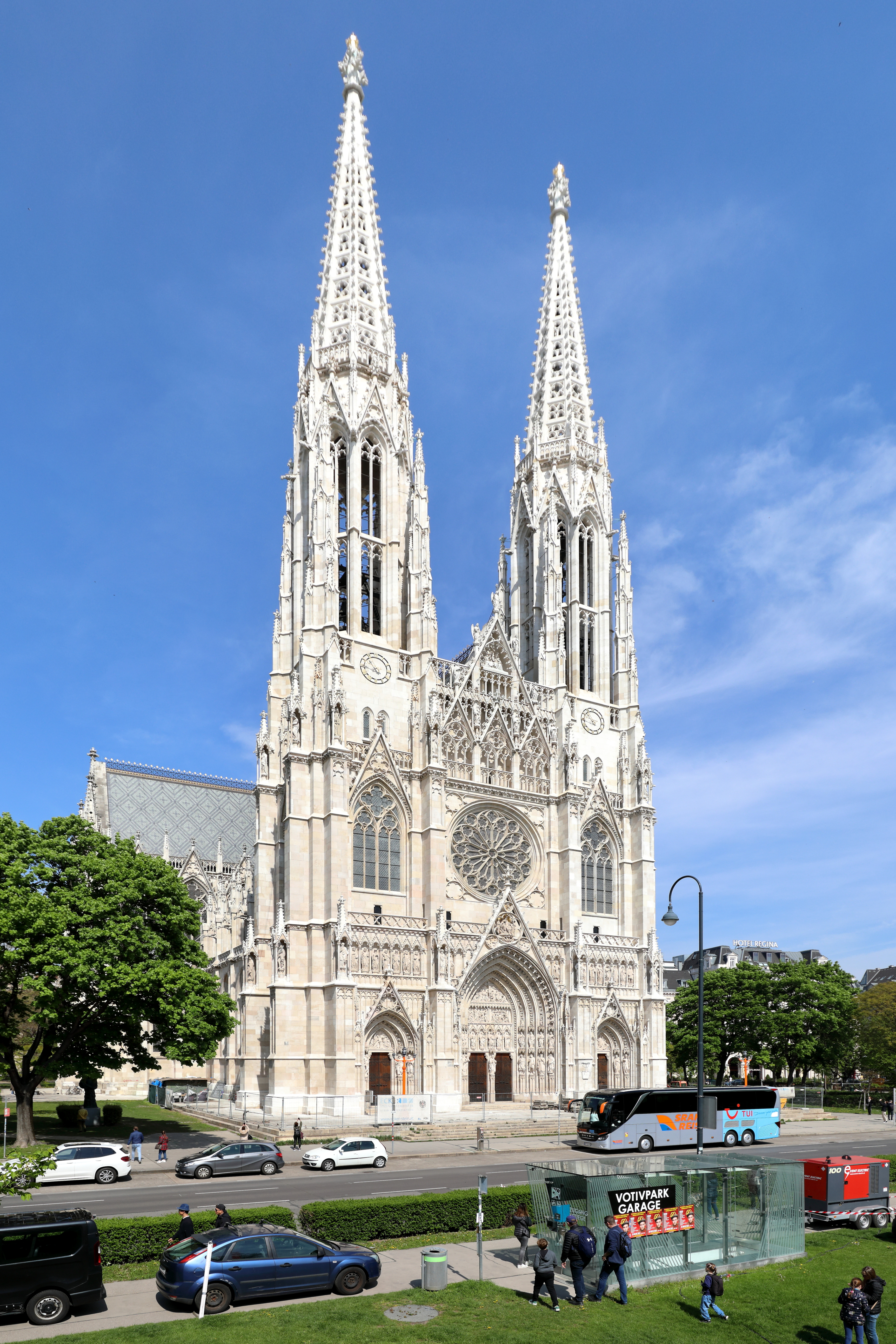
Votivkirche, Wien
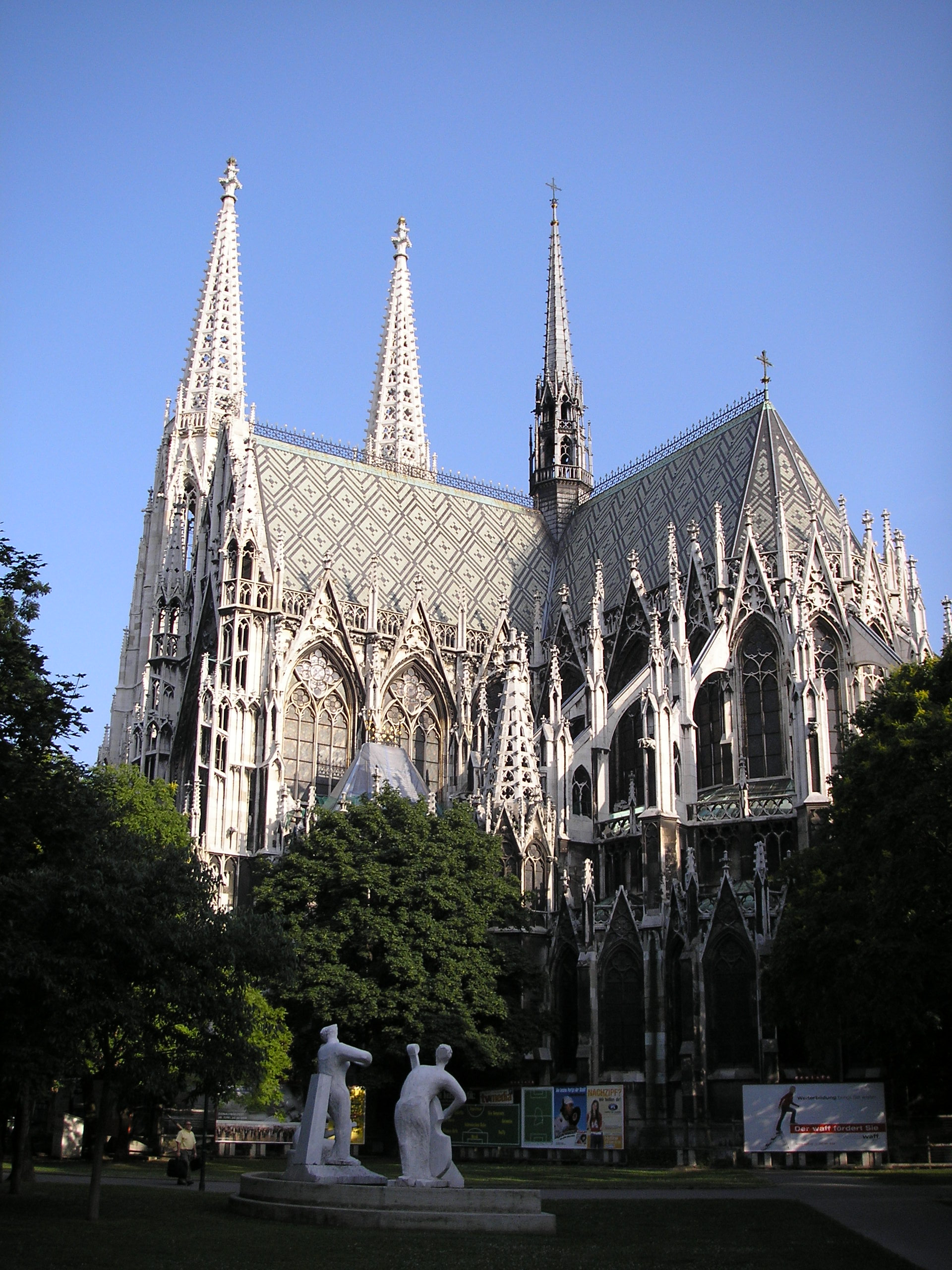
Votivkirche, Wien
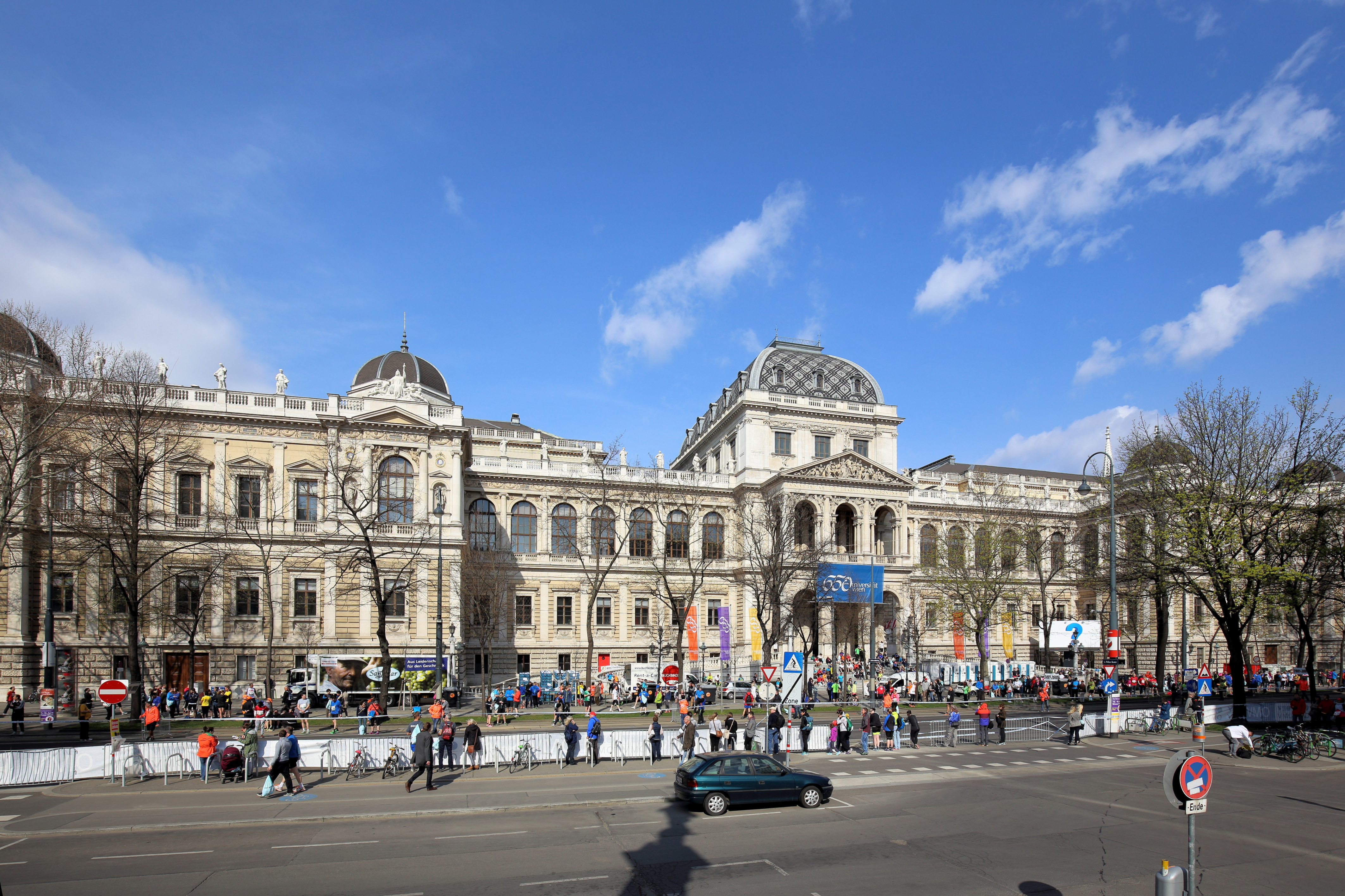
Wiens universitet